# Pondoland

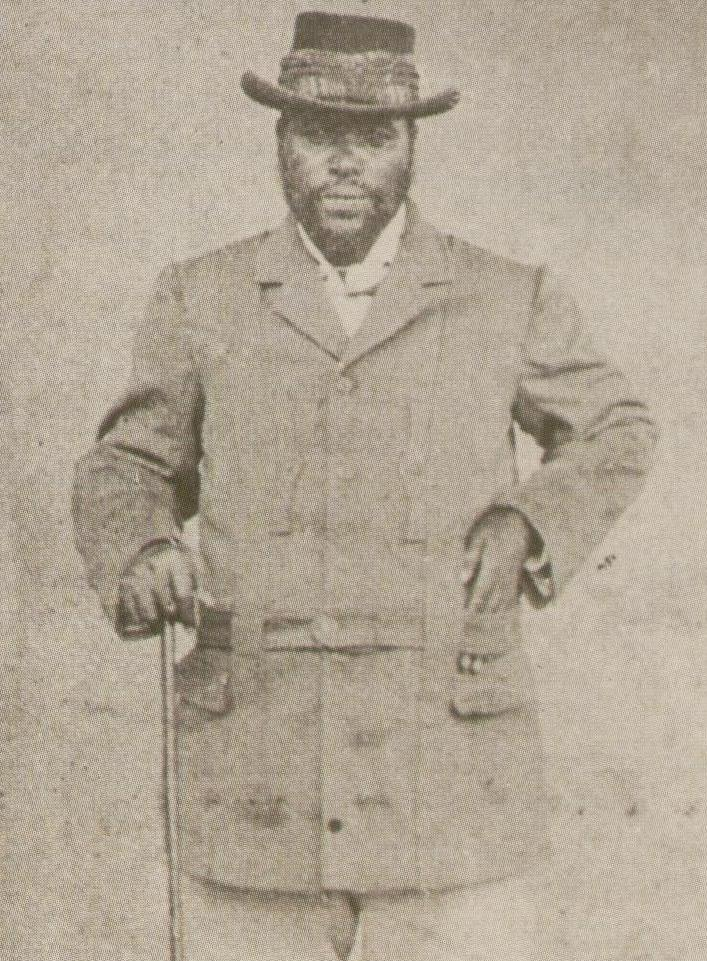
Le chef Sigcau (XIXe siècle)

Le Pondoland ou Mpondoland ou EmaMpondweni, qui est le nom nguni du Pondoland, est une région naturelle située sur les rives sud-africaines de l'océan Indien.

## Géographie
Le Pondoland est situé dans la ceinture côtière de la province du Cap oriental. Son territoire correspond à l'ancien royaume et à la région traditionnelle du peuple Mpondo, l'un des groupes Nguni d'Afrique du Sud. Il s’étend entre la rivière Mthatha, dont l’embouchure est son point le plus méridional, et la rivière Mtamvuna au nord, le long d’une bande côtière d’une largeur maximale de 50 km. La rivière Mzimvubu divise le Pondoland en une partie orientale et une partie occidentale. C’est une zone de montagnes dont la végétation est composée d'épineux et de prairies. On trouve des forêts subtropicales à feuilles persistantes dans les vallées côtières humides.

## Histoire
Les peuples nomades des San et des Khoikhoi ont habité la région depuis les temps les plus anciens. Vers l'an 500 après J.-C., le peuple Mpondo s’est installé dans cette région où les prairies montagneuses étaient propices à l’élevage.
Au cours des siècles de navigation européenne dans l’océan Indien, des navires portugais, ainsi que des navires d’autres empires coloniaux, se sont échoués en différents points de la côte du Pondoland. Certains de ces naufragés sont restés au Pondoland et ont ensuite été assimilés par les Mpondo. Ainsi, le clan Mpondo d’abeLungu trace ses origines jusqu'à une naufragée anglaise du nom de Bessie qui a épousé le fils du chef Mathayi de l’amaTshomane.
En 1820, le roi Mpondo Faku accorda aux wesleyans la permission d’établir une mission sur son territoire. Quelques décennies plus tard, des colons allemands arrivèrent au Pondoland et, en 1885, le lieutenant allemand Emil Nagel tenta d’y établir une colonie allemande, mais sans succès.
En 1886, les Britanniques séparèrent le Xesibeland, qui faisait traditionnellement partie du royaume Mpondo, du reste du territoire, ce qui provoqua une rébellion armée des Mpondo qui envahirent le territoire, y brûlant des kraals et causant du désordre.
Durant l’apartheid, et à cause du Bantu Authorities Act de 1951, il y eut une nouvelle révolte des Mpondo en 1960. Après cette révolte, le Pondoland fut intégré au Transkei en 1963, qui devint à son tour un Bantoustan indépendant en 1976. Enfin, la région, avec les autres régions du Transkei, fut réincorporée à l'Afrique du Sud en 1994.
Récemment, le nom de cette région traditionnelle du peuple Mpondo fut remis au goût du jour pour créer et nommer le Maputaland-Pondoland-Albany Biodiversity Hotspot, le Maputaland-Pondoland bushland, l’une des écorégions de l’Afrique du Sud, et pour le Centre d’endémisme des plantes du Pondoland.

## Galerie

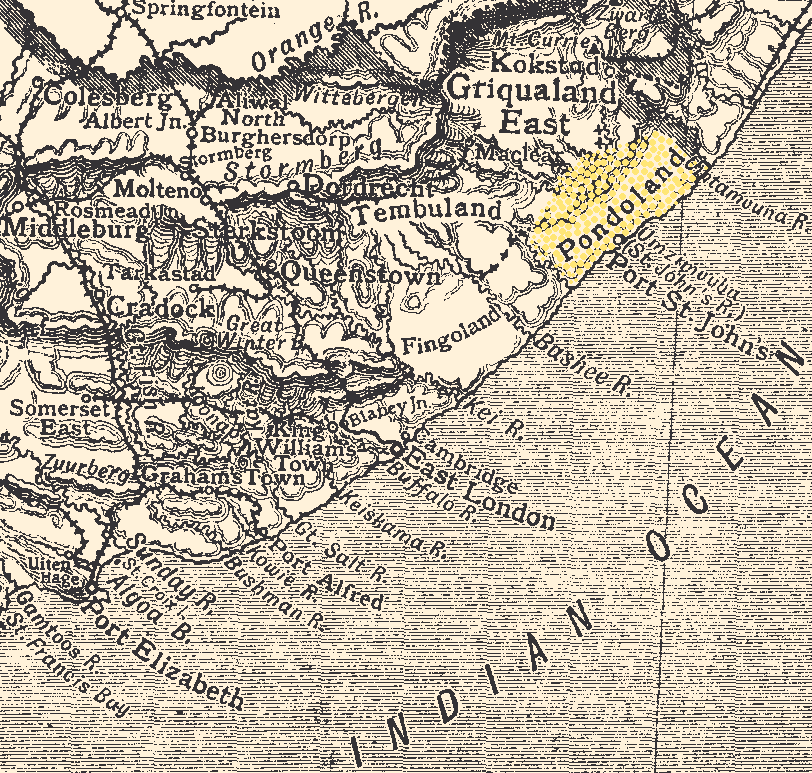
Ancienne carte de 1911 situant le Pondoland
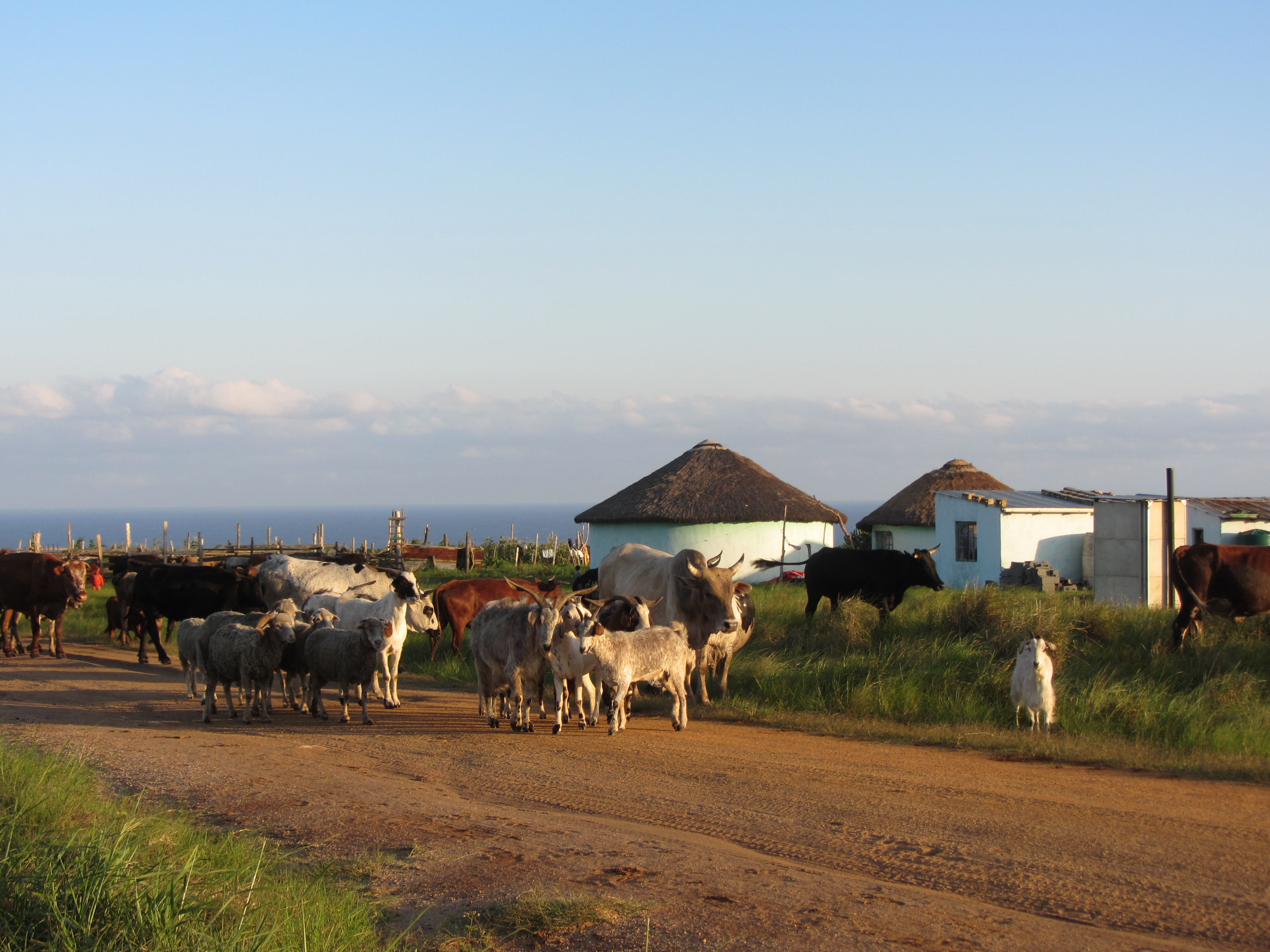
Bétail et cases